# 御津自然観察公園
御津自然観察公園（みつしぜんかんさつこうえん）は兵庫県たつの市御津町黒崎に所在する公園である。別名世界の梅公園（せかいのうめこうえん）である。・萬景園（まんけいえん）

## 概要

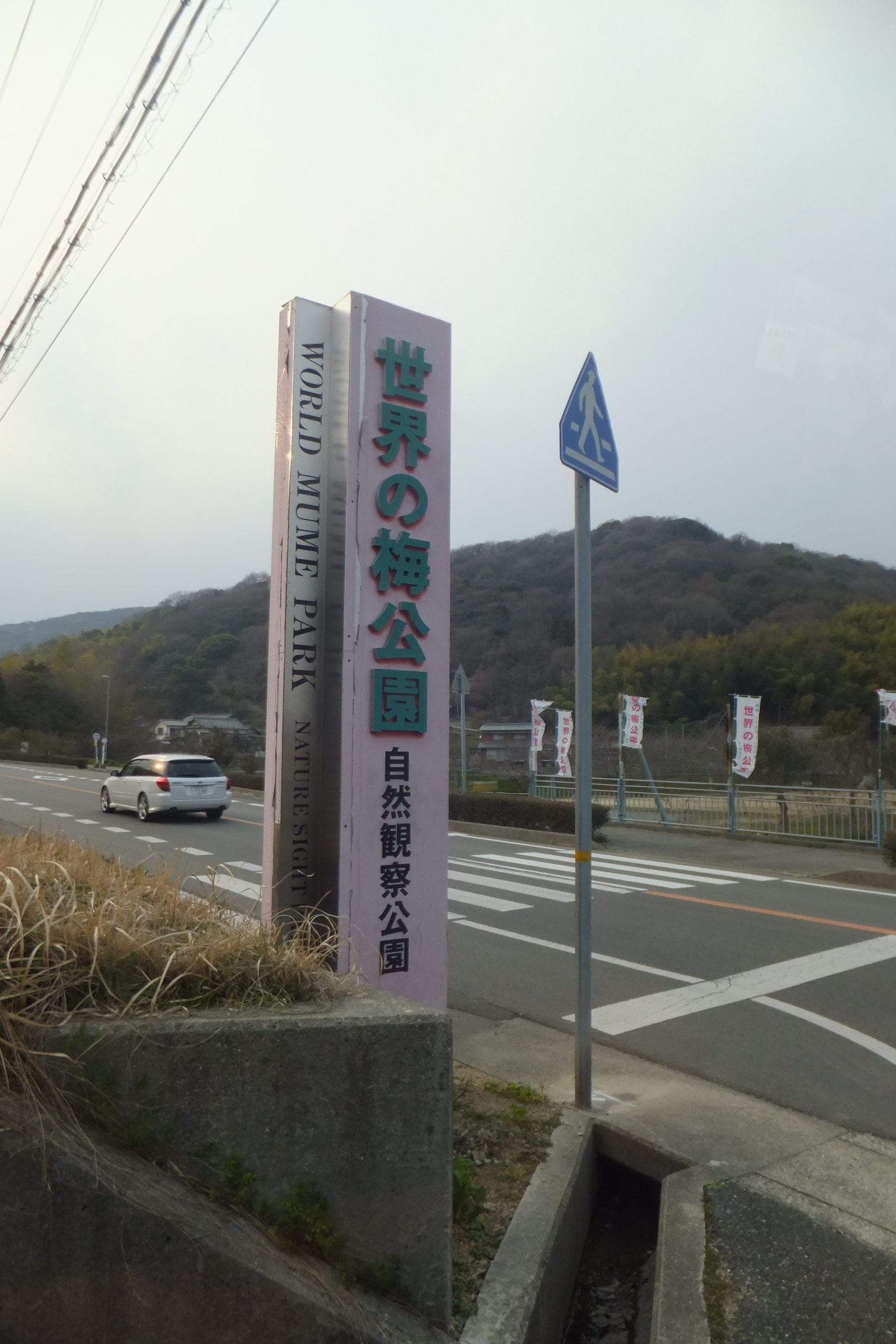
世界の梅公園と表示されている看板

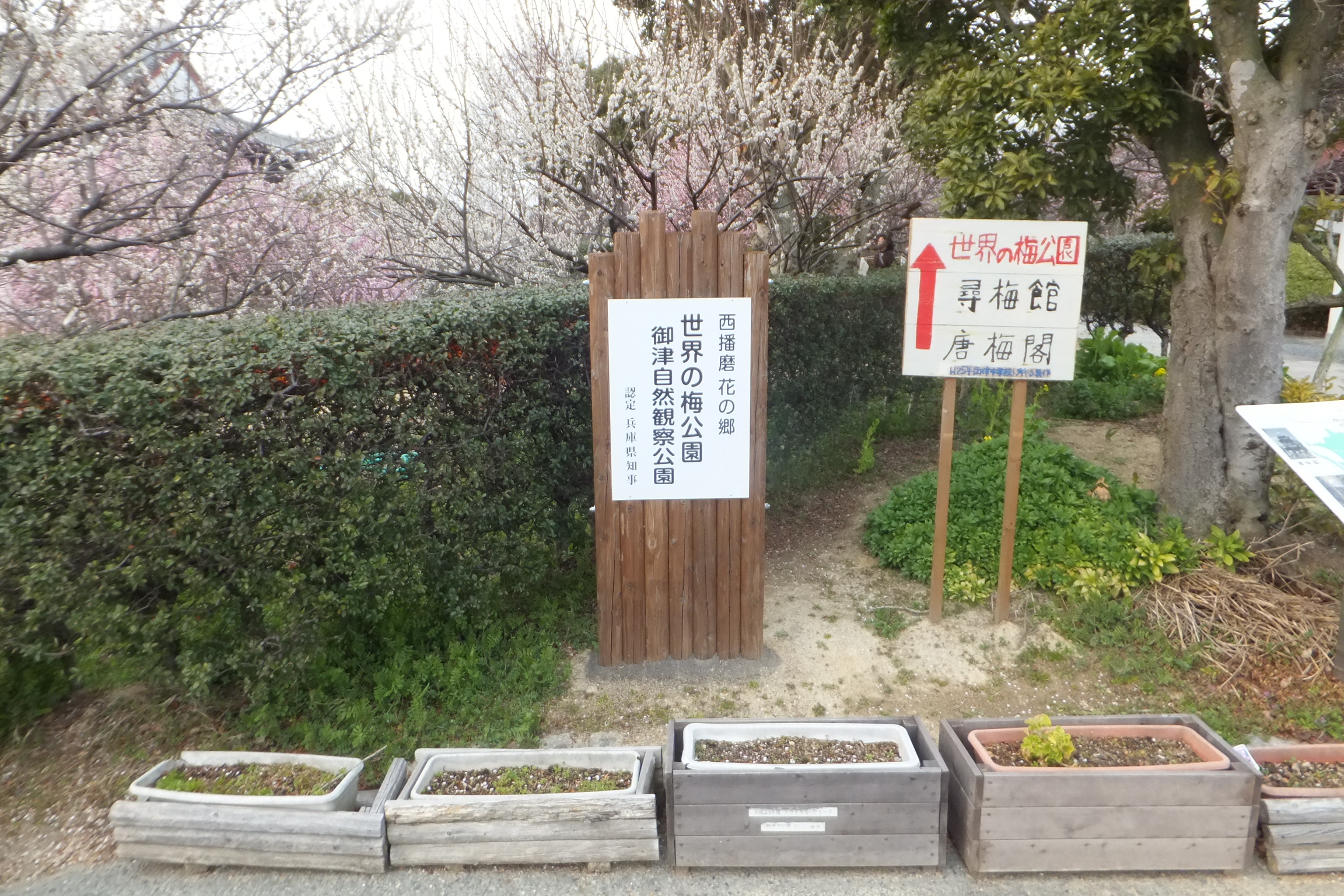
西播磨花の郷に指定されていることを示している看板

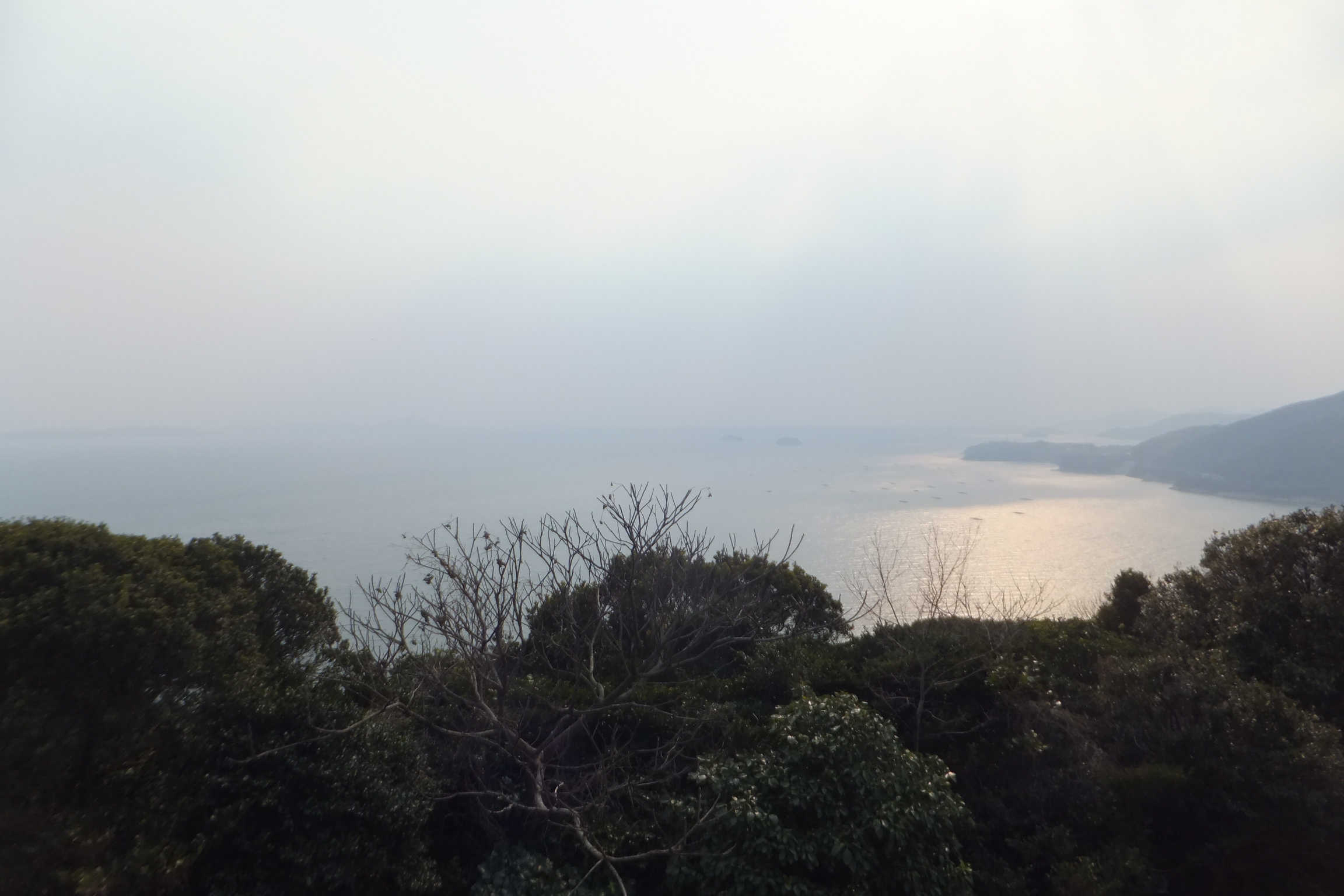
唐梅閣から望む瀬戸内海を望む

- 市民に身近な自然環境の中での学習・憩い・安らぎの場所の提供と観光・産業の促進を目的の為に、[3]1993年に開園した梅の花を見物する公園である。日本・中華人民共和国・大韓民国・台湾などの東アジア一体の315種1250本の梅の花を見物可能な場所である。[4] 円内にある中国式の建築物は日本人に異国情緒を味わう目的で中国人によって建設され、たものである。[2][5]

## 沿革
- 1993年（平成5年） - 開園する。[2]

## 施設

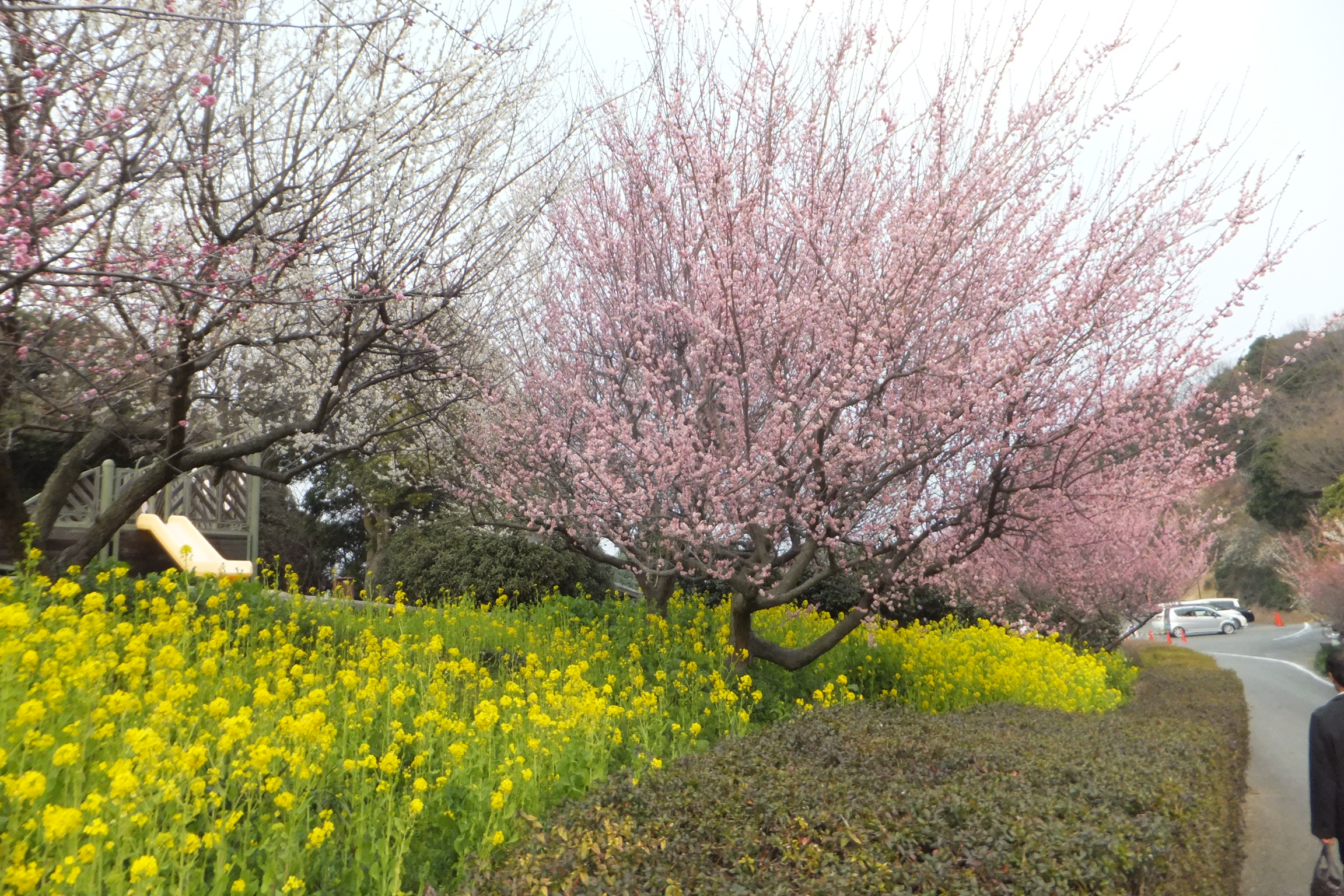
梅の花と菜の花が同時に咲いている様子

中国風の展望施設があり、日本人に異国情緒を味わう目的で中国人によって建設されたものである。
- 唐梅閣　 - 中国梅園を代表する中止点滴建物であり、展望台の役割を果たしている。瀬戸内海が一望できる。[1]
- 梅資料館（尋梅館） - 梅に関する中心的施設であり、梅に関する資料を展示している。[1]
- 休憩施設（来鶴軒） - 中華人民共和国と日本国の友情を深める目的で建設されたものである。[1]
- 雪梅香とう - 梅の花を見物する山門である。[1]
- 梅影波 - 梅の木を石畳に描いている。[1]

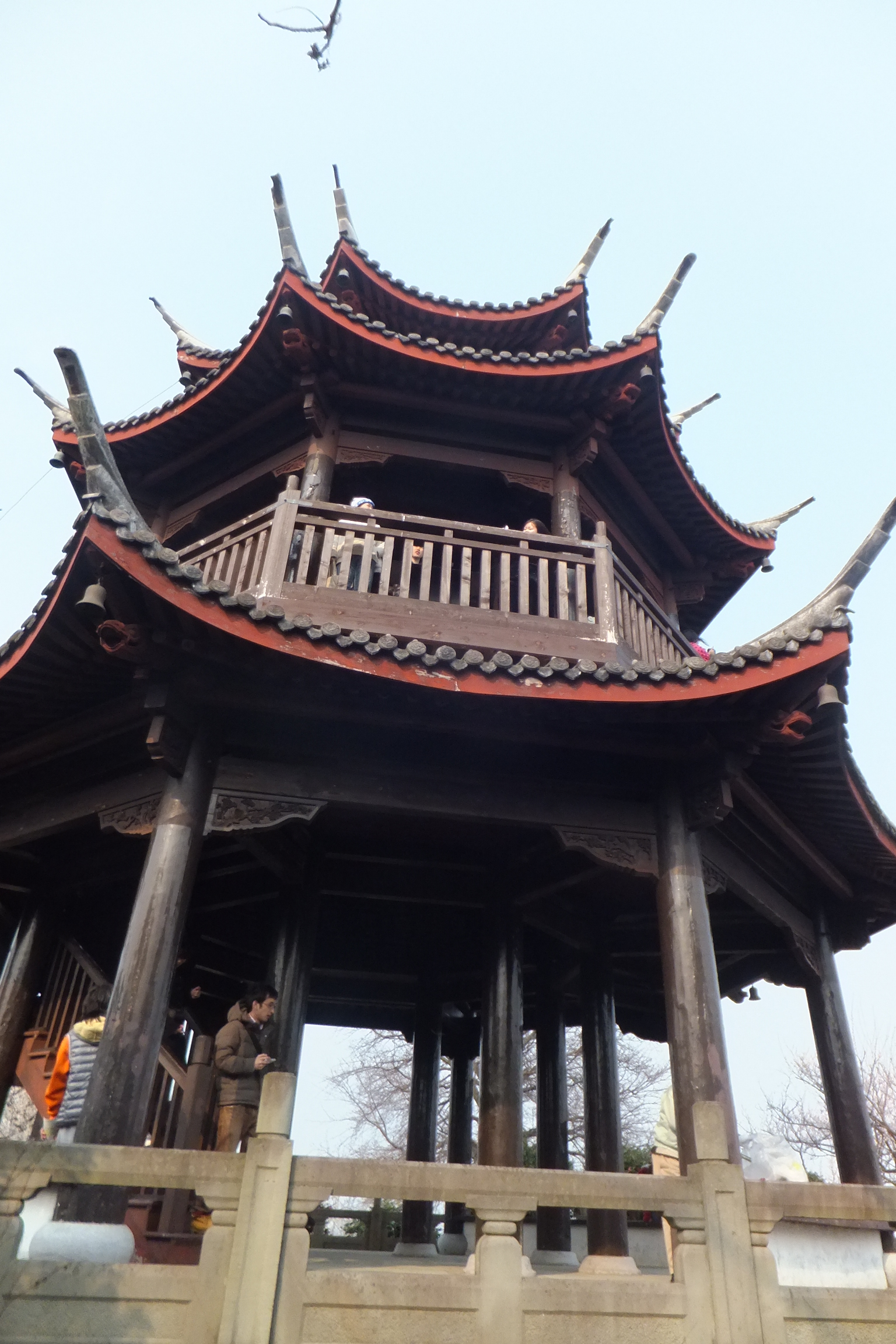
唐梅閣
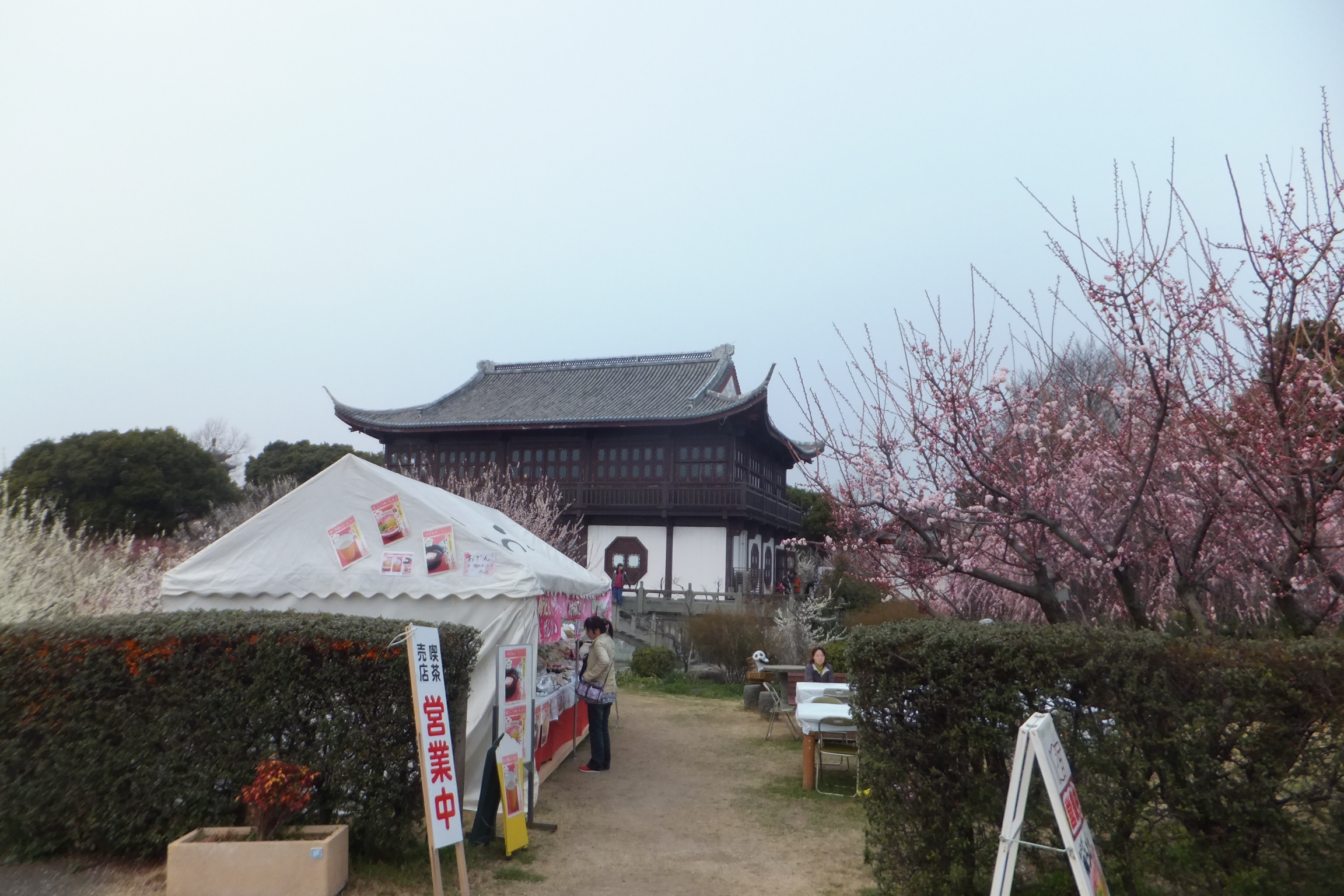
尋梅館
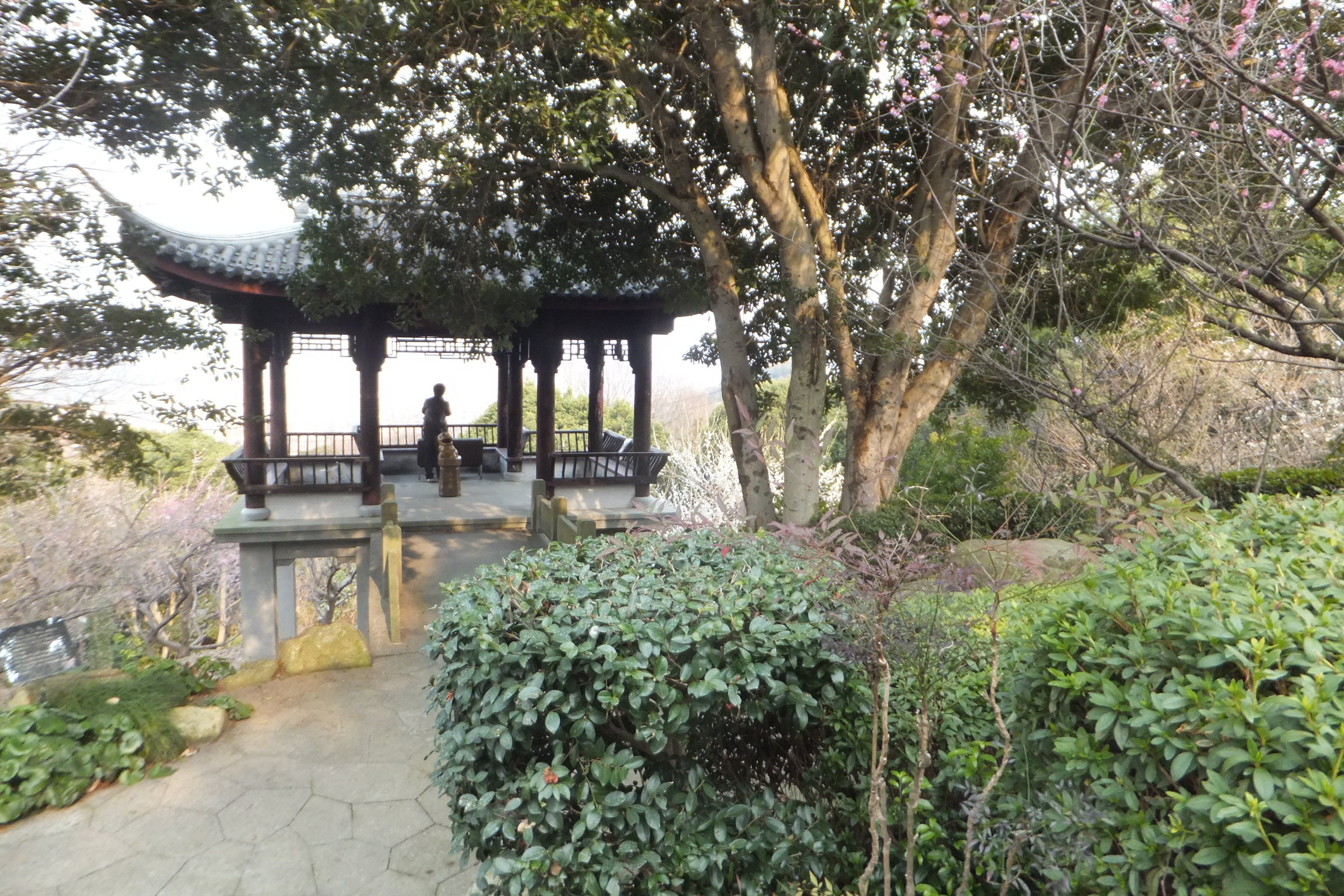
来鶴軒

## 祭事・催事

### 初日の出参拝
- 本来であれば定休日である毎年1月1日に初日の出を観覧する目的の為に園内を開放して参拝する。[7]

### みつ梅まつり
- みつ梅まつり実行委員会・自治会・たつの市が[8] 観梅の始まりを告げる為の目的として毎年2月11日に開催され、カキなどの名産物を使った模擬店・ヒーローショーなどが開催される。[4][5]

### 開催概要
| 回 | 年     | 開催時間                | 来園者数 | 備考                  |
| -- | ------ | ----------------------- | -------- | --------------------- |
| 22 | 2014年 | 午前10時から午後2時まで | 約8000人 | フェイスブック を参照 |

## 料金・休園日・開園時間・アクセス

### 料金・休園日・開園時間
- 毎年2月11日から3月25日までは有料であり、それ以外は無料である。[5]

### アクセス

#### 公共交通機関
- JR西日本山陽本線網干駅を下車し、神姫バスで「世界の梅公園前」で約30分[1]
- 山陽電気鉄道網干線網干駅で下車し、神姫バスで「世界の梅公園前」で約10分[1]

#### 自家用車
- 山陽自動車道龍野インターチェンジか同道龍野西インターチェンジから約30分[1]

### 開園時間
- 毎週月曜日・12月29日から翌年の1月3日までが定休日であり、午前9時から午後4時半までである。[3]